# زیبای خفته (فیلم ۲۰۱۱)
زیبای خفته یک فیلم تن‌کامگی درام استرالیایی محصول سال ۲۰۱۱، به نویسندگی و کارگردانی جولیا لی است که به عنوان اولین ساختهٔ این کارگردان استرالیایی محسوب می‌شود. داستان فیلم دربارهٔ یک دختر دانشجوی جوان با بازی امیلی براونینگ است که به انجام شغلی با مضمون اروتیک روی می‌آورد و برای انجام این کار باید به صورت برهنه در رختخوابی در کنار مشتریان بخوابد. این فیلم بر اساس قسمتی از رمان‌های خانه زیبارویان خفته و خاطرات روسپیان غمگین من اثر نویسندهٔ ژاپنی یاسوناری کاواباتا و گابریل گارسیا مارکز ساخته شده‌است.
نخستین نمایش زیبای خفته در ماه مه و در طی جشنواره فیلم کن ۲۰۱۱ بود و سپس در ۲۳ ژوئن ۲۰۱۱ در استرالیا، و ۲ دسامبر ۲۰۱۱ در آمریکا اکران شد.